# Luke's Society Mixup
Luke's Society Mixup é um curta-metragem norte-americano de 1916, do gênero comédia, estrelado por Harold Lloyd.

## Elenco
- Harold Lloyd - Lonesome Luke
- Snub Pollard - (como Harry Pollard)
- Bebe Daniels
- Sammy Brooks
- Billy Fay
- Bud Jamison
- Fred C. Newmeyer
- Charles Stevenson